# Rio Sena

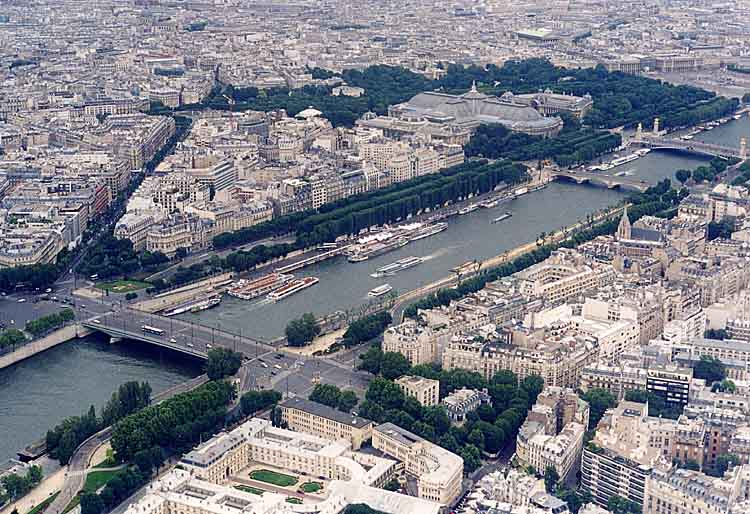
Sena em Paris

O rio Sena (em francês:  la Seine) é um rio do norte de França que banha a capital, Paris e que deságua no Oceano Atlântico. Tem uma extensão de 776 km.
Nasce a 470 metros de altitude, na Meseta de Langres, em Côte-d'Or. O seu curso tem uma orientação geral de sudeste a noroeste. Deságua no canal da Mancha, perto de Le Havre. A área da sua bacia hidrográfica é aproximadamente de 75 000 km².
A fonte do Sena é propriedade da cidade de Paris desde 1864. Uma cova artificial foi construída um ano depois, para controlar a fonte principal.
O entulho proveniente das demolições, assim como o transporte de materiais para construção, areia, pedra, cimento e concreto, além de terra de escavação, são produtos que navegam pelas águas do Sena. O carvão que abastece as usinas termoelétricas também é transportado por esse meio, para evitar congestionamento e poluição ambiental e sonora causada pelos caminhões, assim como o transporte de peças volumosas. O trigo, da famosa baguete francesa, também utiliza a hidrovia, pois os importantes moinhos estão localizados nas margens do Sena.
O transporte turístico de passageiros pelo Sena é uma atividade tradicional em Paris, com seus bateaux mouches, barcos moscas. O número de turistas na França supera os 80 milhões, e a grande maioria visita Paris. Como as principais atrações turísticas de Paris estão localizadas junto as margens do Rio Sena ou nas suas proximidades, de 200 a 500 metros, a Prefeitura de Paris está elaborando um projeto de interligação dos diversos trechos das margens do rio.
Os principais afluentes do Sena são, desde a sua nascente:
- Pela margem direita: Aube, Marne, Oise, Epte, Andelle;
- Pela margem esquerda: Yonne, Eure, Risle.

|  |  |  |

## Poluição
O banho no local é oficialmente proibido desde 1923.
No início da década de 1960, os cientistas consideravam o rio Sena quase como biologicamente morto, existindo apenas três das 32 espécies de peixes nativos identificáveis. Desde então, leis de proteção têm sido criadas ao longo das décadas, assim como milhões de euros têm sido investidos em infraestrutura e estações de depuração, de forma que uma recuperação progressiva do ecossistema das águas do rio seja alcançada. Como resultado, a qualidade das águas melhora de maneira contínua, sobretudo em Paris, que já abriga vinte espécies endêmicas de peixes. Em 2009 foi anunciado que o Salmão do Atlântico havia retornado ao rio.
A poluição do rio é ligada à agricultura e às águas de chuva que carregam poluentes das zonas urbanas para o leito do rio. De acordo com análises, 70 % das espécies de peixes do rio são impróprias para o consumo, em razão da contaminação das águas por bifenilpoliclorado, cuja proibição de uso existe há mais de 20 anos, mas que ainda encontra-se acumulado no meio ambiente. O Rio Sena é o rio europeu mais poluído pelo bifenilpoliclorado. Essa poluição se estende até a baía do Sena, onde a pesca da sardinha foi proibida em 2010.

### Revitalização
A promessa de despoluição do rio é antiga. Desde a década de 1990 o governo francês vem investindo milhões para torná-lo propicio novamente para o banho. Inclusive esta foi uma das propostas de campanha do então prefeito de Paris daqueles anos, Jacques Chirac (que tempos depois, tornou-se presidente da França). Por ocasião dos jogos olímpicos Paris 2024 o plano de revitalização do Rio Sena foi retomado pelo governo francês, o qual investiu o montante total de $1,5 bilhões para executar o plano de limpeza do rio, equivalente a R$ 7,3 bilhões. As provas de águas abertas e outras modalidades das olímpiadas serão realizadas no rio, além da cerimônia de abertura reunindo um público estimado em 600 mil pessoas.

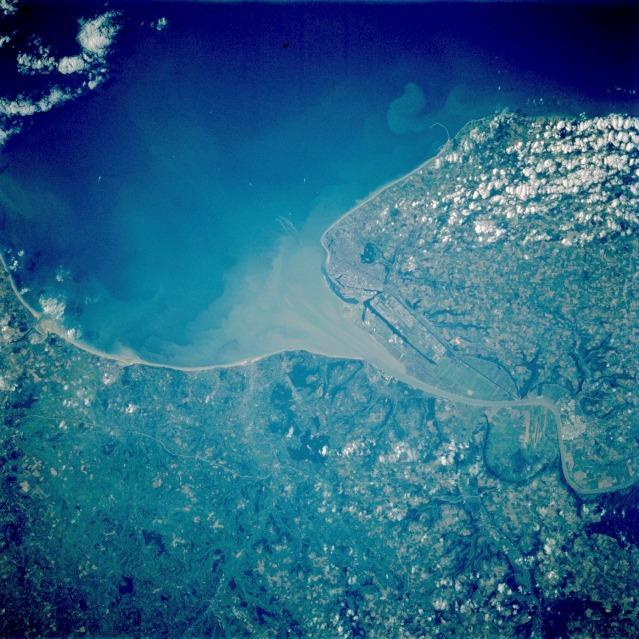
Foto aérea da Baía do Sena em Le Havre, mostrando as águas do rio desaguando no Oceano Atlântico (Canal da Mancha), local onde a pesca da Sardinha foi interditada em 2010 em virtude dos níveis de Bifenilpoliclorado.

Após análises da qualidade das águas, foi constatado que o Rio Sena estava próprio para banho. A prefeita de Paris, Anne Hidalgo, cumpriu sua promessa e mergulhou no Rio Sena na manhã do dia 17 de julho de 2024, para demonstrar que o projeto de despoluição havia sido cumprido. Ela percorreu a distância total de aproximadamente 100 metros. Junto da prefeita, também participou do mergulho o presidente do Comitê Organizador dos Jogos Olímpicos, Tony Estanguet, bem como o representante do governo para a região Île-de-France, Marc Guillaume. Este mergulho aconteceu cinco dias depois que a ministra do Esporte da França, Amélie Oudéa-Castéra, nadou no rio para comprovar a boa qualidade da água. O Rio Sena deve ser liberado oficialmente para banho ao público em 2025, após o término das olimpíadas.